# Roland Symonette
Sir Roland Symonette, (né le 16 décembre 1898 à Eleuthera et mort le 13 mars 1980 à Nassau) est un homme d'affaires et homme d'État bahaméen. Il est chef du gouvernement des Bahamas de 1955 à 1967.

## Biographie
Roland Theodore Symonette est né à Eleuthera, le 16 décembre 1898 dans la famille très nombreuse d'un pasteur méthodiste. Après six ans d'études, Roland Symonette commence une carrière d'enseignant primaire, mais durant la période de la prohibition de l'alcool aux États-Unis, il participe à la contrebande de rhum à destination de l'Amérique. Il réinvestit les sommes gagnées dans plusieurs propriétés et entreprises et devient ainsi un entrepreneur de l'immobilier et l'un des hommes les plus riches des Bahamas.
En 1925, il est élu à l'assemblée des Bahamas où il représente les intérêts de la minorité blanche et aisée du territoire. Il devient rapidement le leader de ceux qui s'appellent eux-mêmes les Bay Street Boys, un groupe d'investisseurs qui veulent ouvrir davantage le territoire au tourisme venant des États-Unis. Il s'impose rapidement comme la figure politique principale des Bahamas et c'est lui qui est choisi en 1955, quand le territoire obtient une première forme d'autonomie pour être le Ministre en chef des Bahamas. En 1956, il crée avec d'autres Bay Street Boys le Parti bahamien uni pour contrer l'influence du Parti progressiste libéral formé en 1953. En 1964, il devient le premier Premier of the Bahamas Islands. Mais il est accusé au même moment par une Commission royale d'avoir reçu de l'argent de la part de membres de l'industrie américaine du jeu et des casinos. Il est battu en 1967 par le Parti progressiste libéral de Lynden Pindling. 
Roland Symonette devient alors chef d' l'opposition au Parlement jusqu'à ce qu'il se retire de la vie politique en 1977. Il meurt le 13 mars 1980 à Nassau.